# Agrotis cineraria
Agrotis cineraria là một loài bướm đêm trong họ Noctuidae.